# Општина Топалу (Констанца)
Топалу (рум. Topalu) општина је у Румунији у округу Констанца.
Oпштина се налази на надморској висини од 73 m.